# هزار اسپ دوم
هزار اسپ دوم بیست و یکمین فرمانروای دودمان پادوسپانیان بود که میان سال‌های ۵۷۲ تا ۵۸۶ هجری در رویان و دیلمستان حکومت داشت.
پس از درگذشت کیکاووس، چون فرزند پسری از او نمانده بود، مردم با هزاراسپ بیعت کردند و او نزد اردشیر یکم باوندی رفت. اردشیر حکومت او را به رسمیت شناخته و تمامی مایملک گذشتگان را به او سپرد.
برخلاف کیکاووس که دائماً در نبرد با اسماعیلیان الموت بود، هزار اسپ با آن‌ها صلح کرد و قلعه‌های آنان را به ایشان واگذار کرد. مخالفان این سیاست نزد اردشیر باوندی رفته و از رفتار هزار اسپ شکایت کردند. اسپهبد اردشیر در نامه‌ای او را سرزنش کرده و به جنگ با «ملاحده» فراخواند. هزار اسپ نپذیرفت و بزرگان دربار پادوسپانی در اعتراض به ادامهٔ سیاست‌های هزار اسپ راهی دربار اردشیر شدند. اردشیر لشکری به فرماندهی «پاشا مبارزالدین ارجاسف» را برای سرکوب هزار اسپ راهی کرد.
هزاراسپ در نبرد شکست خورده و به خرابکاری‌های شبانه در نزدیکی آمل روی آورد. اردشیر این بار شخصاً لشکر آراست و به سوی رویان رفت. در نبردی که رخ داد بسیاری کشته شدند و هزار اسپ به سوی کجور رفت و اردشیر به سمت سیاه‌رود اردو کشید. این نبردهای پیاپی تا زمستان ادامه یافت؛ در این ایام هزار اسپ نزد اسماعیلیه پناهنده شد. اردشیر نیز ضمن بازگشت به آمل، دیلمستان را به یک علوی، به نام «الداعی الی الحق ابو الرضا ابن الهادی» سپرد؛ لیکن هزار اسپ در حمله‌ای ناگهانی داعی را به قتل رساند.
هزار اسپ که از به قدرت رسیدن مجدد در رویان و دیلم ناامید شده بود، به جبال گریخت و از سلجوقیان آذربایجان کمک خواست. اتابک محمد سلجوقی درخواست او را به اردشیر باوند تسلیم داشت، لیکن با پاسخ اردشیر قانع شد که هزار اسپ را توان حکومت در رویان نیست. هزار اسپ سپس به ری رفت و از امیر سراج‌الدین قایماز طلب کمک کرد. او با دختر سراج ازدواج کرد و امیر سپاهی را روانهٔ رویان نمود. این لشکرکشی هم ناموفق بود و هزار اسپ مجدداً به ری بازگشت.
مدتی بعد هزار اسپ به کجور رفته و سعی داشت مردم را با خود همراه سازد تا لشکری بیاراید ولی موفق نشد. اردشیر نهایتاً او را دستگیر کرد و سعی کرد از او به عنوان گروگان استفاده کند تا قلعه‌های دوستانش را بگشاید و چون موفق به این کار نشد، هزار اسپ را در ۵۸۶ هجری اعدام نمود.